# アービントン
アービントン（Irvington）は、アメリカ合衆国ニュージャージー州のエセックス郡にある町（タウンシップ）。人口は6万1176人（2020年）。ニューアークの西に隣接している。名称は作家ワシントン・アーヴィングに由来している。2020年アメリカ合衆国国勢調査によれば、町の人口の82.3パーセントはアフリカ系アメリカ人である。

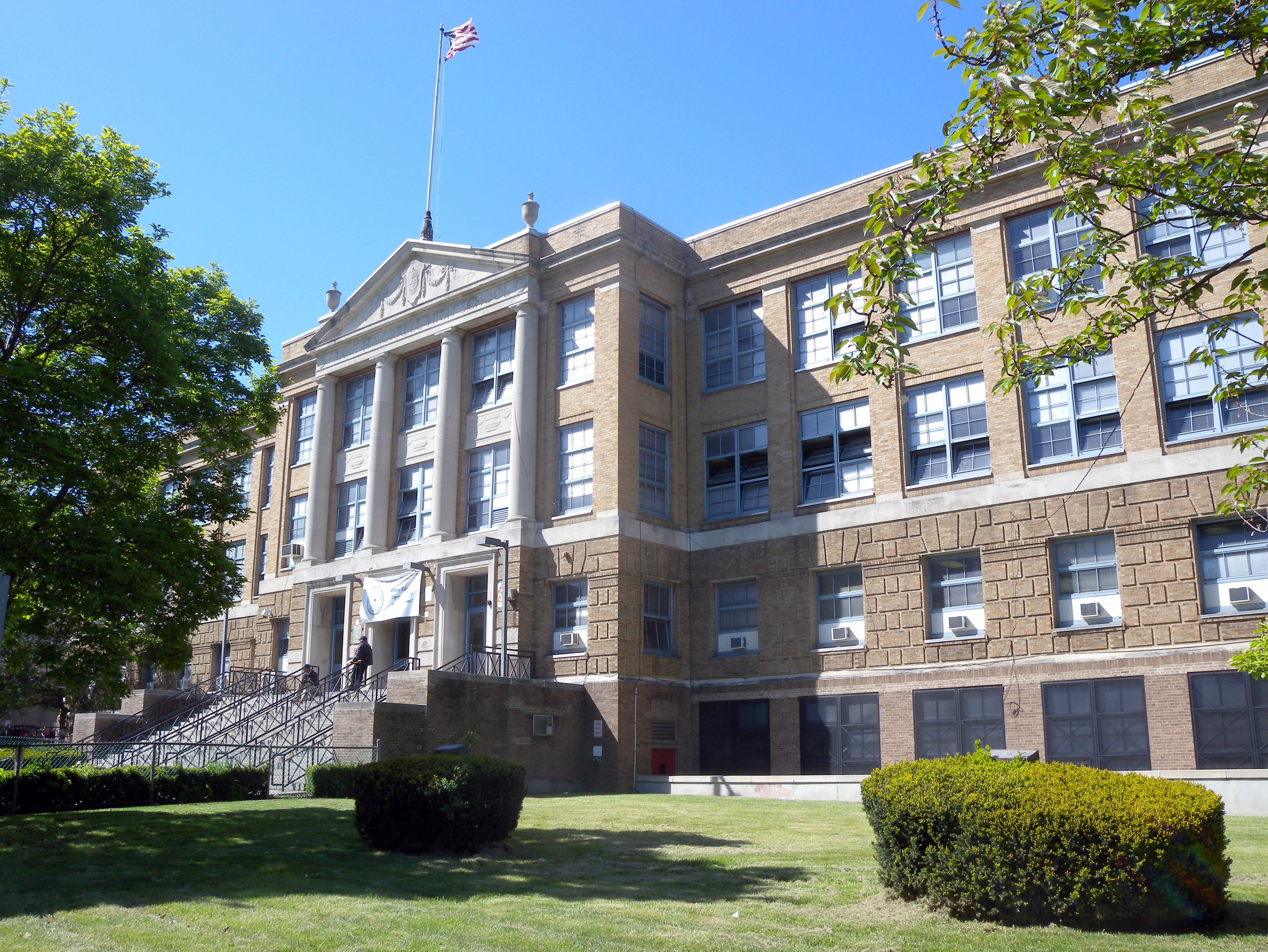
モレル高校